# Oguz (raion)
Oguz (em azeri: Oğuz) é um dos raions nos quais se subdivide politicamente o Azerbaijão. A capital é a cidade homónima. A região tem 1 216 quilômetros quadrados e tem 38 433 habitantes (densidade: 177,9 hab./km²).[carece de fontes?]
A economia está dominada pela agricultura e pecuária. Destacam-se o cultivo de cereais, algodão, tabaco e frutas.